# Moressée (Belgique)
Moressée est un hameau du village d'Heure, dans la province de Namur, en Belgique. Avec Heure il fait aujourd'hui administrativement partie de la  commune de Somme-Leuze (Région wallonne). Avant la fusion des communes, Moressée faisait partie de la commune d'Heure.

## Description
Moressée se trouve au nord-est du village d'Heure (environ 2 km) en direction du hameau de Somal. Ce hameau s'étend parmi les prairies quelque peu vallonnées de Famenne au relief façonné par de petits cours d'eau (affluents de l'Eau d'Heure) sortant des bois environnants (Bois d'Avenne).
Moressée comporte plusieurs importantes fermes condrusiennes souvent construites en brique. Ces exploitations agricoles toujours en activité sont assez distantes les unes des autres. À l'est, sur un plateau dominant le hameau, la rue du Thier a vu l'implantation de constructions récentes.